# Michaelsberg (Siegburg)
Michaelsberg (Dealul [Sfântul] Mihail), cu mănăstirea benedictină omonimă, se află în orașul Siegburg din landul Nordrhein-Westfalen, Germania. Muntele are altitudinea de 118,46 m deasupra n.m., fiind o înălțime de 40 de m deasupra nivelului orașului.

## Geologie
Muntele este de origine vulcanică, la fel ca și alți munți din Eifel sau munții Siebengebirge. Structura petrografică este constituită în principal din tufuri bazaltice.